# Phulkari

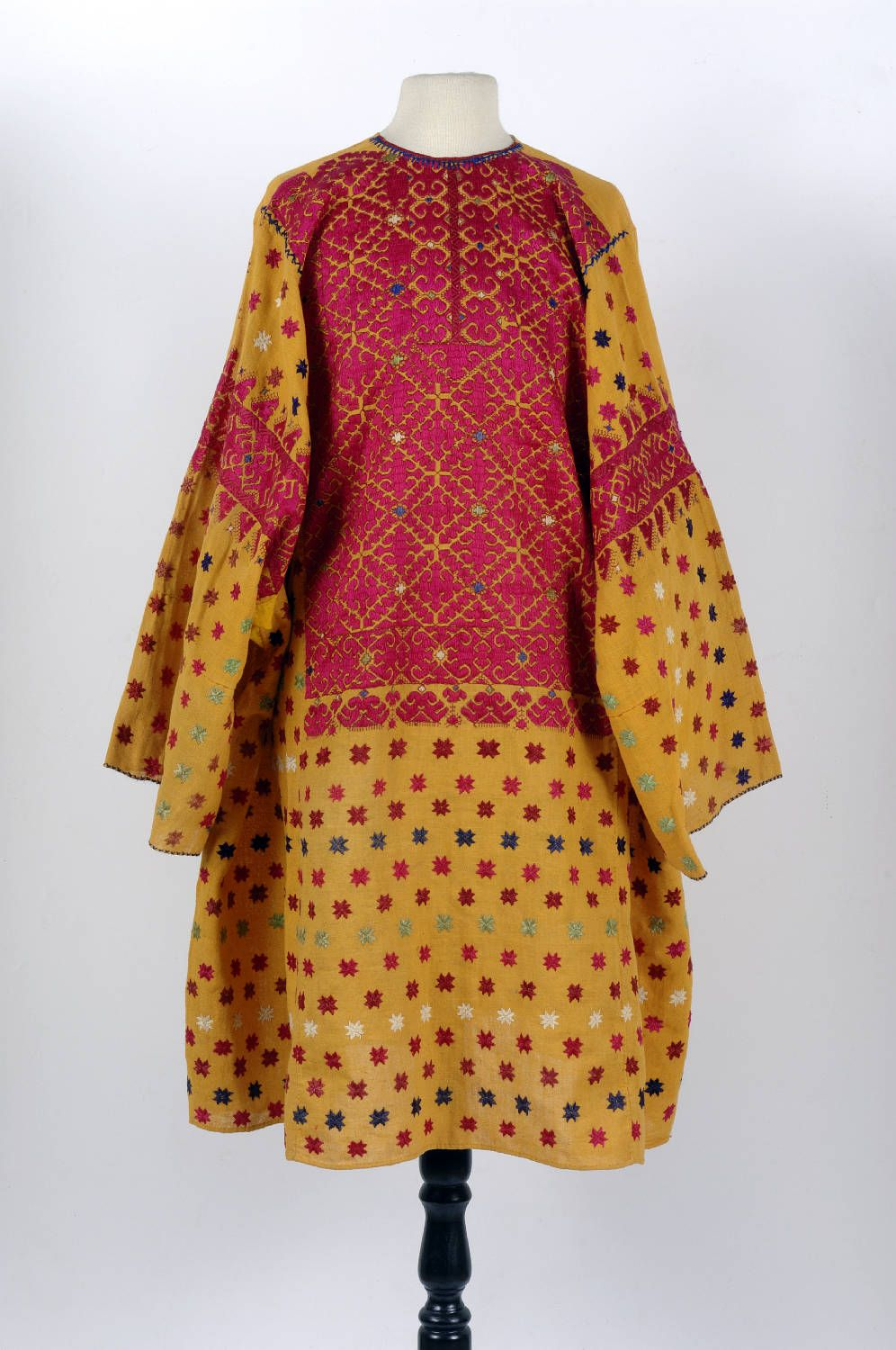
Geel vrouwenhemd (bhag) versierd met phulkari borduurwerk.

Phulkari (Punjabi: ਫੁਲਕਾਰੀ) is een traditionele borduurtechniek die voornamelijk voorkomt in de regio Punjab in het huidige India en Pakistan. Het woord phulkari betekent in het Nederlands iets als bloemenwerk: 'phul' staat voor 'bloem' en 'kari' voor werk. Het traditionele borduurwerk kenmerkt zich door het gebruik van een stopsteek aan de verkeerde kant van het werk en door het gebruik van kleurrijk, enkeldradig zijdedraad (pat). In het algemeen wordt aangenomen dat deze borduurtechniek door de Jat naar het Indiase subcontinent is meegenomen en dat de kennis over patronen en werkwijze oraal is overgedragen aan sikhs, hindoes en moslims.
Phulkari wordt in de Punjabi traditie vooral gebruikt voor kledingstukken - als shawls en (over)hemden - die worden gebruikt tijdens feestelijke gebeurtenissen als een bruiloft van een vrouw of de geboorte van een zoon. Een geborduurde sjaal versierd met phulkari borduurwerk wordt ook een phulkari genoemd. Een overhemd versierd met dezelfde techniek heet 'bhag'.

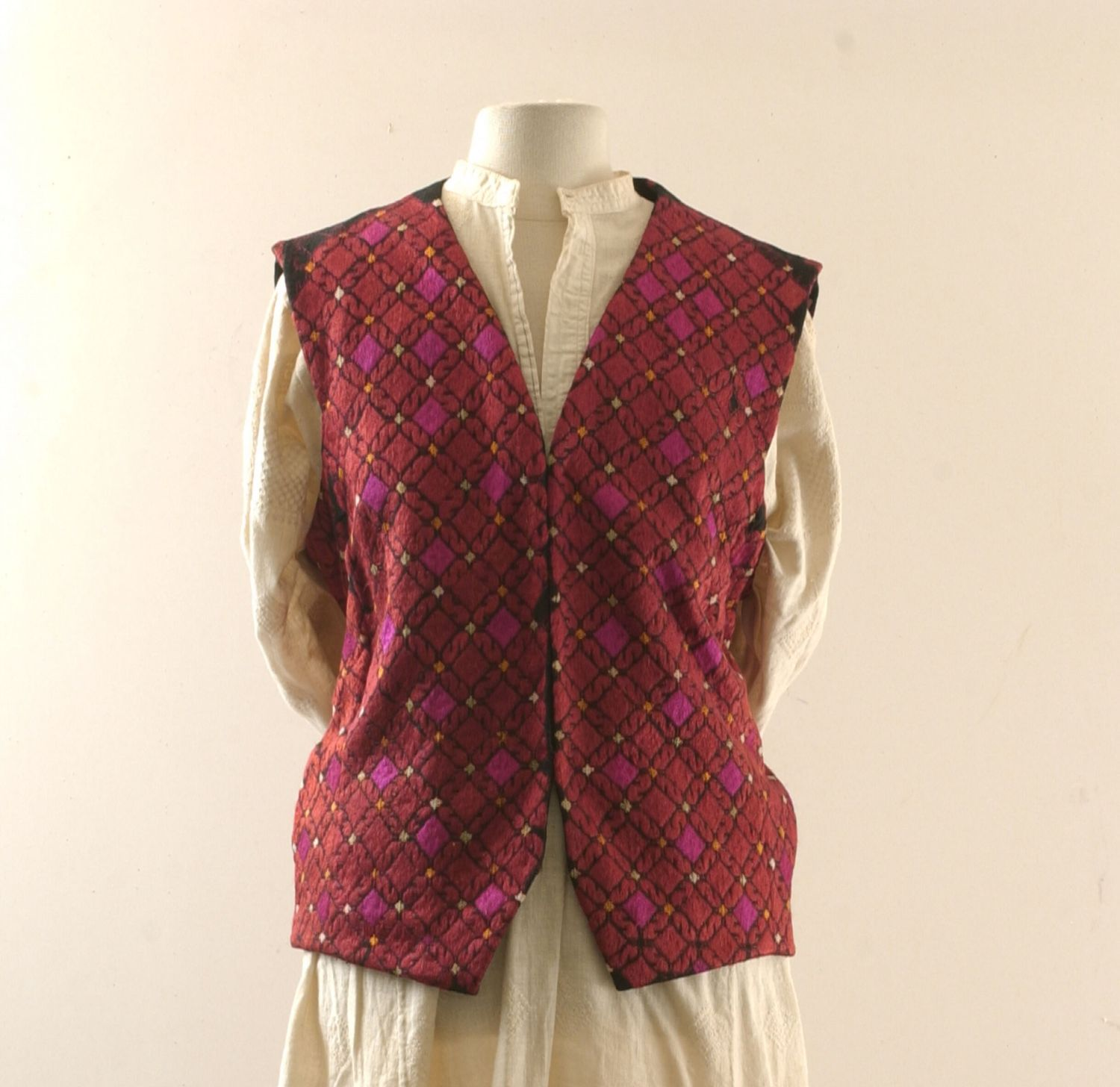
Zwart katoenen herenvest geborduurd in phulkari
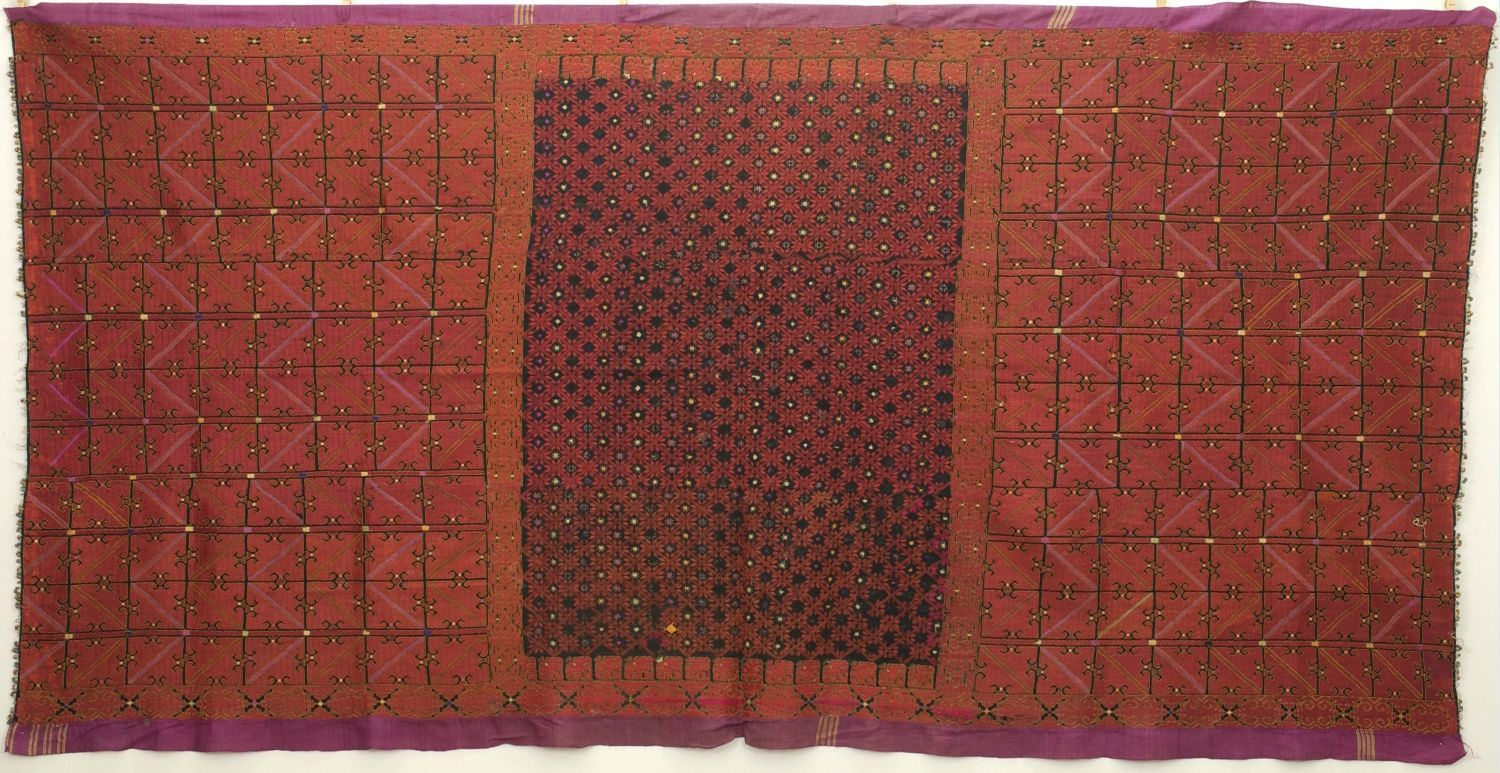
Zwarte vrouwenomslagdoek met phulkari
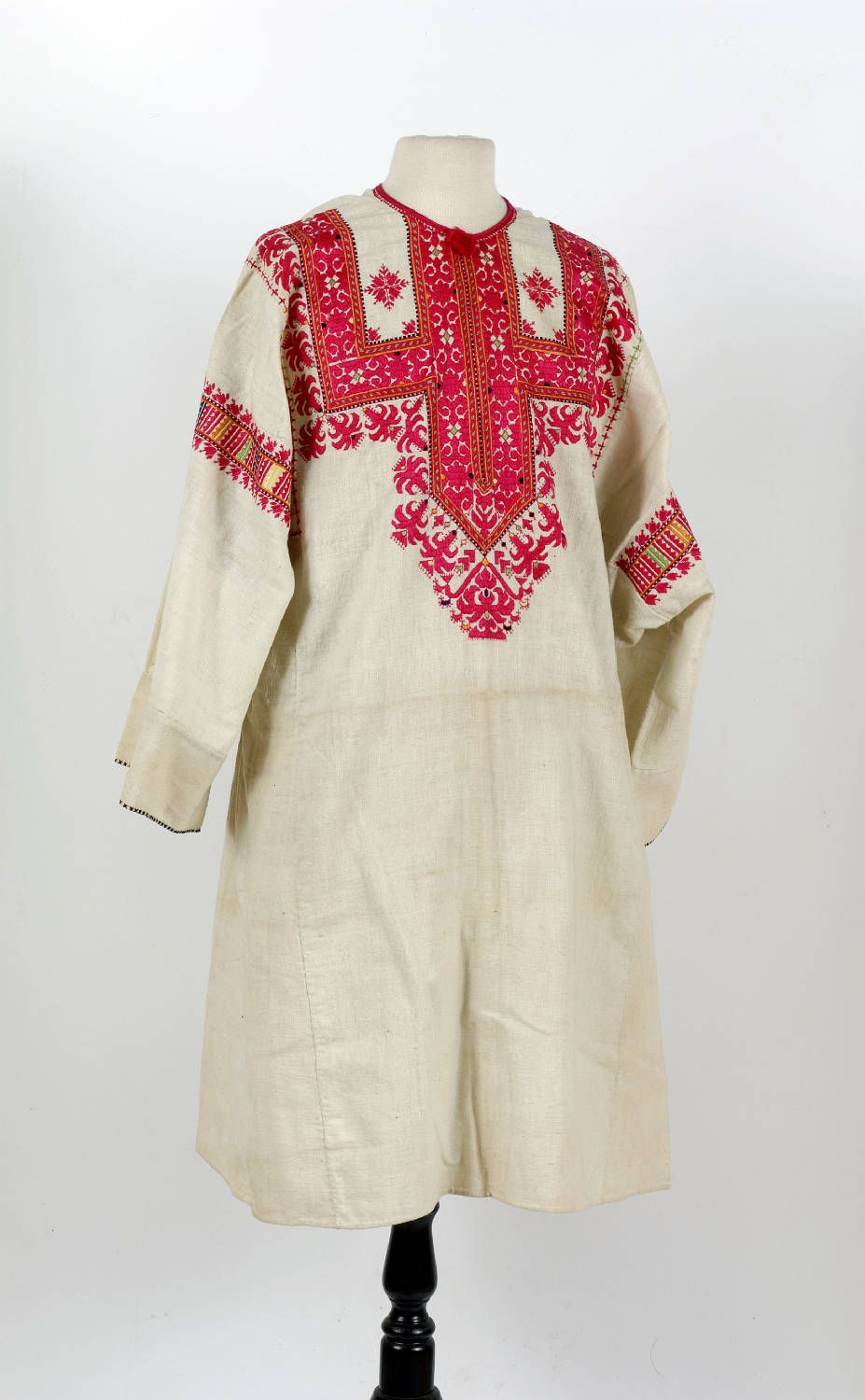
Wit geborduurd vrouwenhemd met versiering in phulkari borduurtechniek
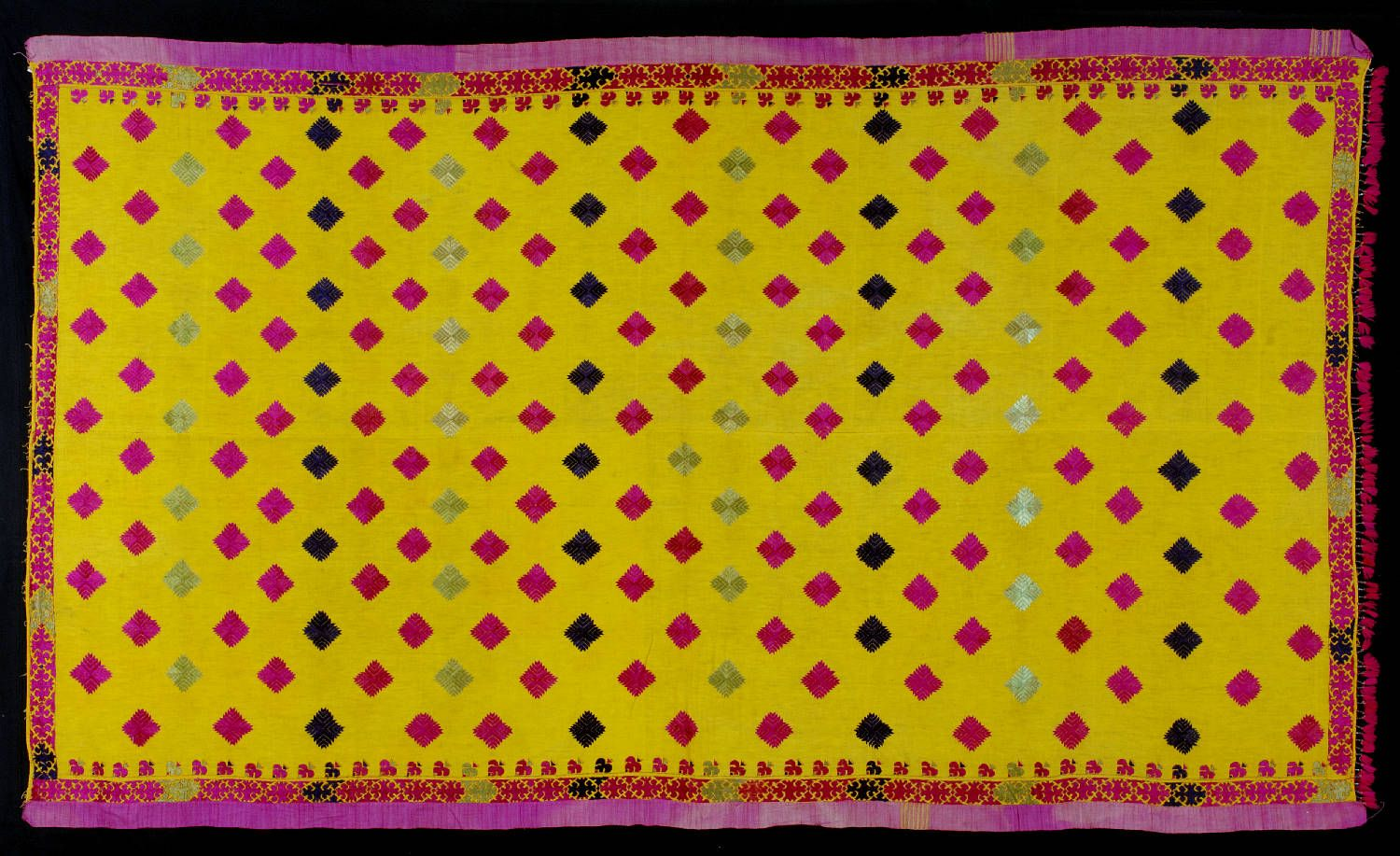
Gele, geborduurde omslagdoek met versiering in phulkari borduurtechniek